# 1550
Năm 1550 (số La Mã: MDL) là một năm thường bắt đầu vào thứ Tư (liên kết sẽ hiển thị đầy đủ lịch) trong lịch Julius.